# 大紅門事件
大紅門事件（だいこうもんじけん）は、1937年7月13日に中華民国北平市南苑区（現豊台区）の大紅門で中国軍第38師に日本兵が襲撃された事件。

## 概要
満洲事変は停戦協定が結ばれたが、その後も日本側の介入工作や、中国側の抗日救国運動などで情勢は緊迫していた。
1937年（昭和12年）7月7日、北平郊外で盧溝橋事件が勃発した。7月11日に停戦協定が締結されたが、近衛文麿は増派声明を出す。
その2日後の7月13日、北平の大紅門で日本軍のトラックが中国軍第38師に爆破され日本兵4名が死亡する事件が起きた。7月14日、日本軍騎兵1名が惨殺される。7月18日から20日まで日本軍への攻撃も発生した。
その後も中国側の事件が起き、7月28日に日本軍は北京周辺で占領行動を開始。翌日、親日政権（冀東防共自治政府）の一部の保安隊が寝返り、通州事件を起こす。8月8日、日本軍は北部で勢力拡大するチャハル作戦を認可。
8月13日、中国軍は上海租界駐留の日本軍を攻撃。